# 高村是州
高村 是州（たかむら ぜしゅう、1964年 - ）は、日本のファッションイラストレーター。服飾研究家。文化学園大学教授。

## 経歴
1964年、広島県生まれ。東京学芸大学教育学部卒業。桑沢デザイン研究所ドレスデザイン科卒業。在学中にファッションイラストレーター斉藤玲子のアシスタントに従事する。大学卒業後に「アトリエ・キュビス」を設立。以後、出版社、広告代理店、アパレルメーカー等でファッションイラスト、デザインを中心に活動する。
新座総合技術高等学校デザイン専攻科、東京モード学園、文化服装学院、バンタンデザイン研究所等の講師を経て、2007年に文化女子大学（2011年より文化学園大学に名称変更）の教員となる。2012年より文化学園大学大学院アドバンストファッションデザイン専修担当教授となる。文化学園大学のファッション画研究室室長を経て、2023年よりファッション・グラフィックス研究室室長となる。
また東京工業大学の講師も務める。
著書については英語、フランス語、中国語などにも翻訳されて広く読まれている。
2019年夏のワンダーフェスティバルではワコムブース内で「ZBrushとCLOが広げるデジタルファッションデザインの世界」の講師を担当した。

## 著書
- 『マーカーで描くファッションイラストレーション』グラフィック社、1991年12月 ISBN 978-4766106459
- 『スタイリングブック』グラフィック社 1993年5月 ISBN 978-4766107258
- 『ザ・ストリートスタイル』グラフィック社 1997年3月 ISBN 978-4766108958
- 『ファッションデザイン・テクニック : デザイン画の描き方』グラフィック社 2005年3月 ISBN 978-4766115796
- 『ファッションデザイン画 : ビギナーズ超速マスター』グラフィック社 2007年6月 ISBN 978-4766118056
- 『ファッション・ライフのはじめ方』岩波書店〈岩波ジュニア新書〉 2010年10月 ISBN 978-4005006670
- 『ファッションデザイン・アーカイブ』グラフィック社 2011年1月 ISBN 978-4766122060
- 『高村是州式 スーパーファッションデッサン 基本ポーズ編』角丸つぶら編集 ホビージャパン 2013年12月 ISBN 978-4798607290
- 『ファッション・ライフの楽しみ方』岩波書店〈岩波ジュニア新書〉 2015年4月 ISBN 978-4005008025
- 『ファッションスタイル・クロニクル : イラストで見る"おしゃれ"と流行の歴史』グラフィック社 2018年2月 ISBN 978-4766131178
- 『作って覚える! ZBrushハードサーフェス制作入門』ウチヤマリュウタ・澤井慶共著 ボーンデジタル 2020年1月 ISBN 978-4862464644

## 監修書
- 竹内絢香『60s UK STYLE』徳間書店、2021年8月 ISBN 978-4198653453
- 木村知世『基礎から楽しく学ぶファッション画 : 人物・アイテム・コーディネートの描き方』エムディエヌコーポレーション、2021年8月 ISBN 978-4295201991